# Calyptomyrmex kaurus
Calyptomyrmex kaurus är en myrart som beskrevs av Bolton 1981. Calyptomyrmex kaurus ingår i släktet Calyptomyrmex och familjen myror. Inga underarter finns listade.

## Bildgalleri

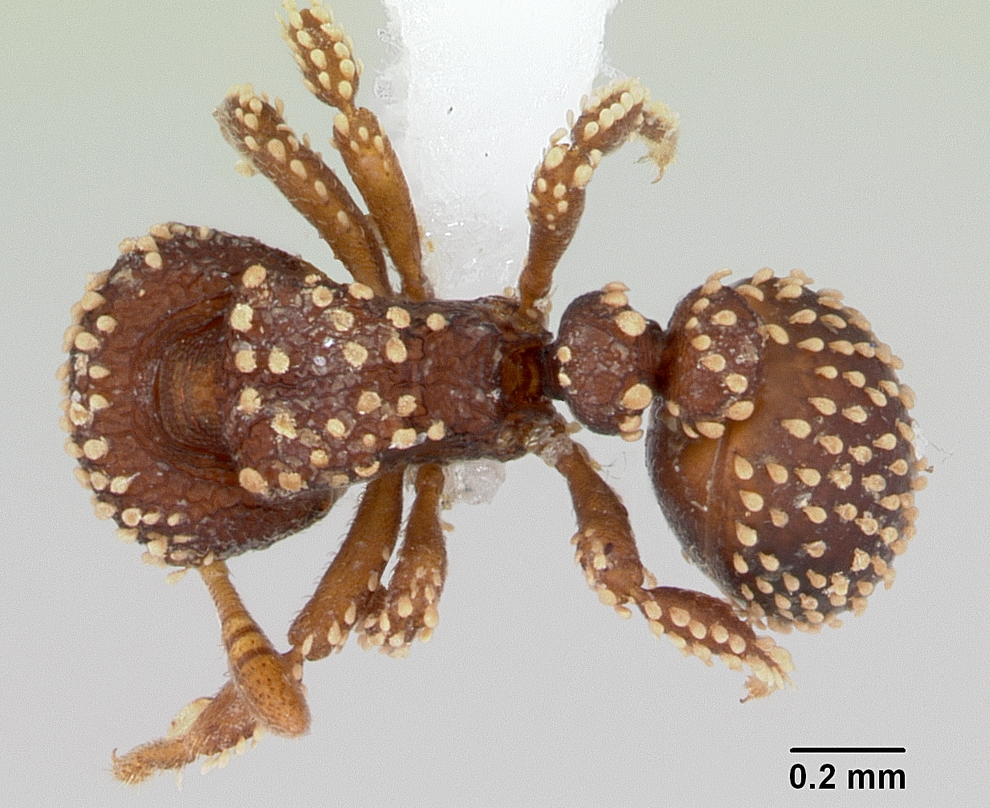
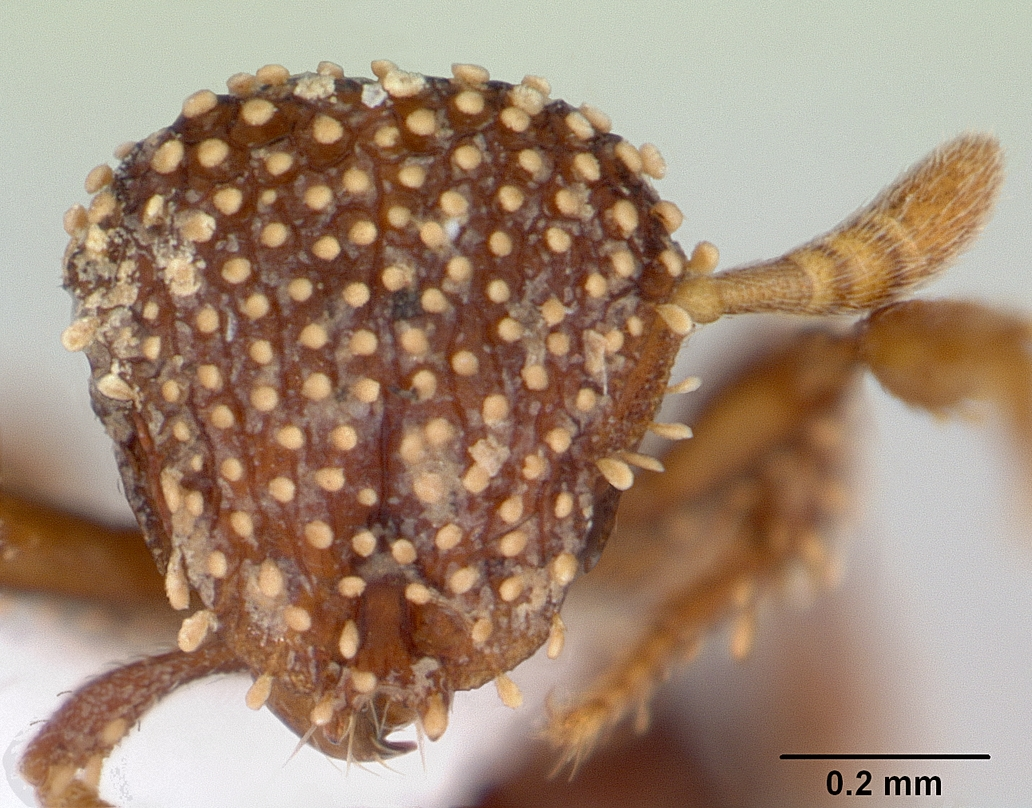
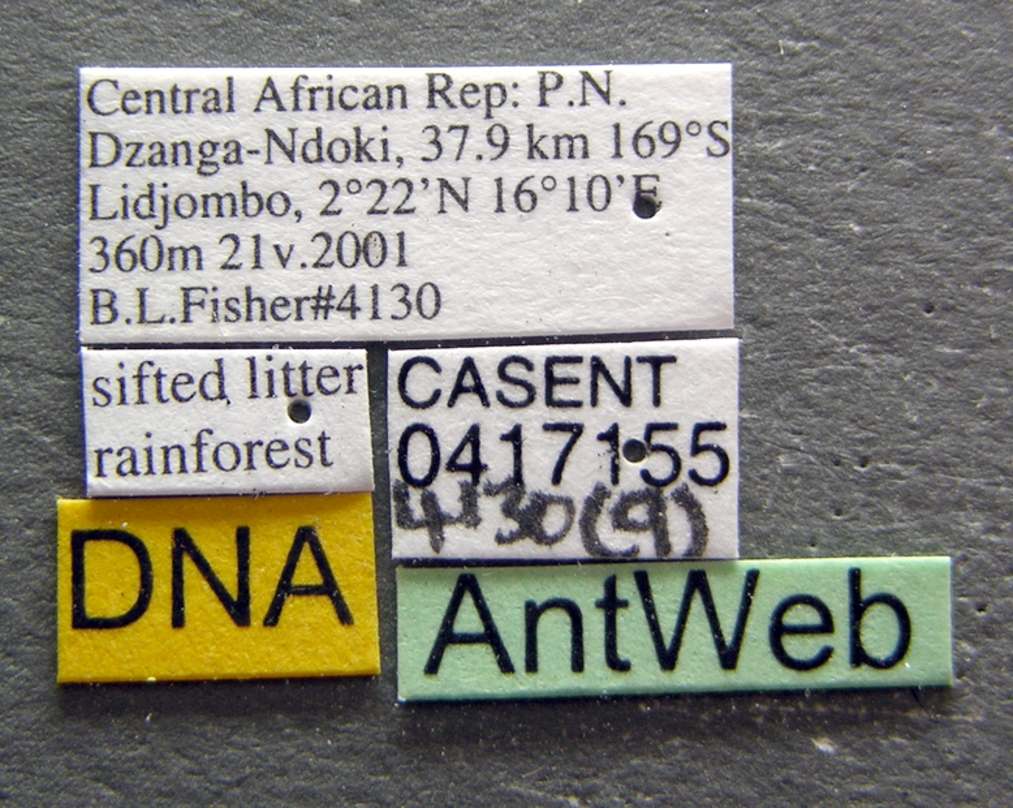
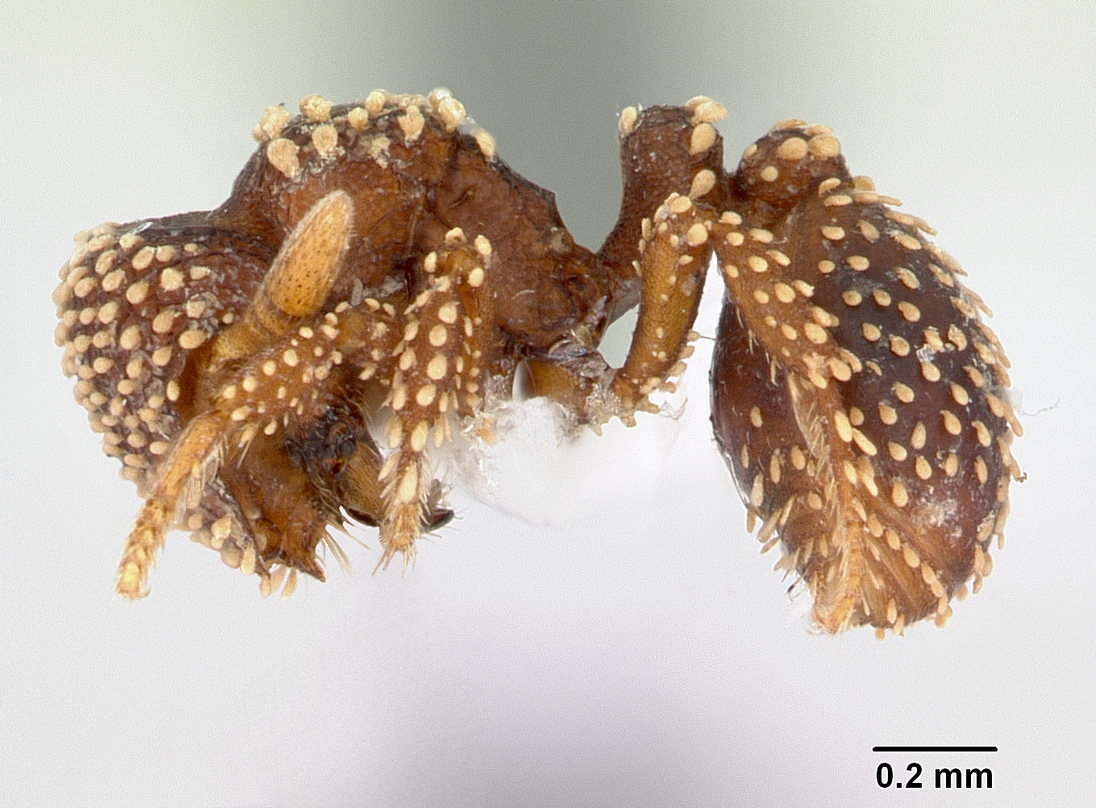
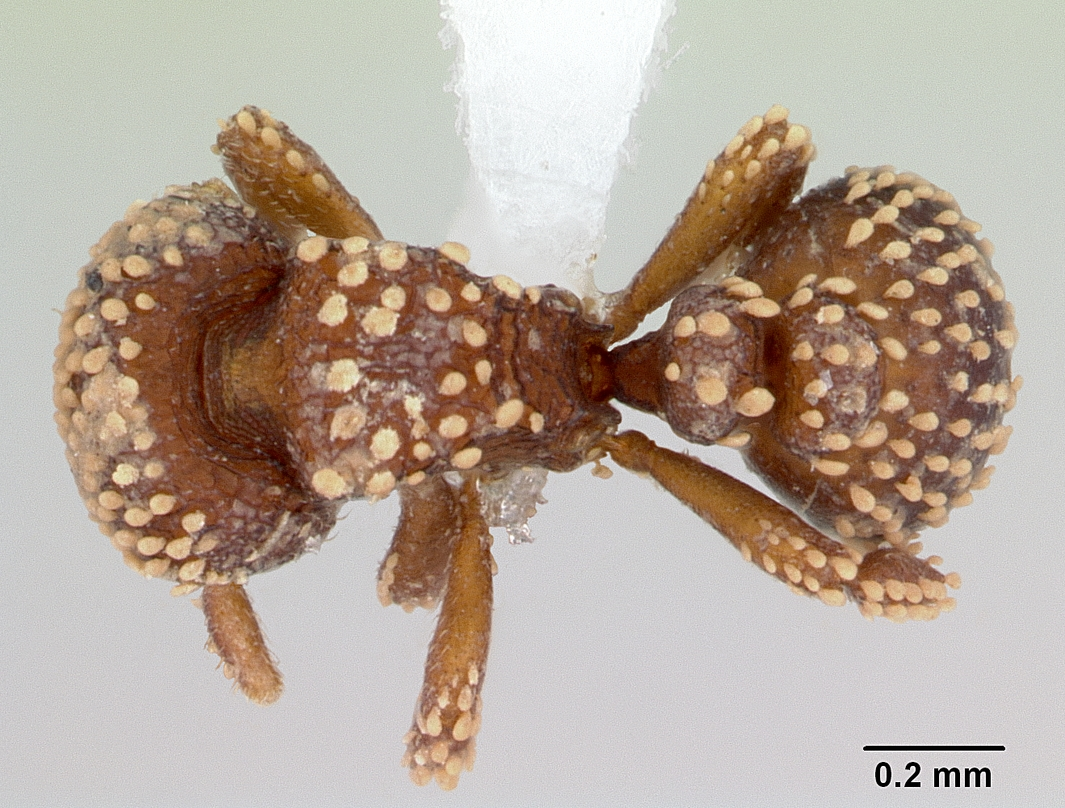
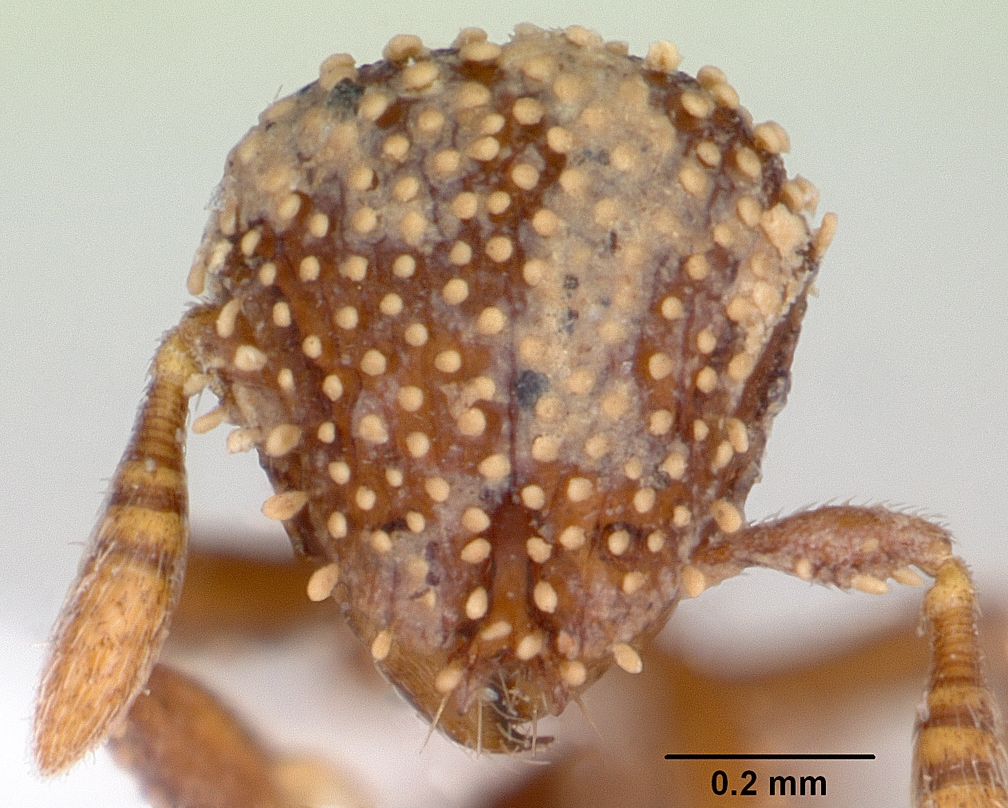